# 三墩乡
三墩乡，中华人民共和国湖南省岳阳市平江县下属的一个镇，位于平江县中北部。

## 建制沿革
- 1956年，设三墩乡；
- 1958年，设三墩公社；
- 1984年，改置三墩乡；
- 1995年，瑚佩乡并入。

## 行政区划
三墩乡下辖32个行政村：
- 他山村、志坪村、车田村、邹家村、思沅村、古源村、颜江村、小段村、西沅村、公平村、三义村、黄安村、中武村、戴市村、忠龙村、文家村、石龟村、新兴村、甘家村、九千村、九如村、罗阳村、四美村、鹿石村、江家村、秦坊村、八里村、龙板村、聚龙村、寒石村、仁里村、志义村